# Wolfhalden
Wolfhalden (gsw. Wolfhalde) – gmina (niem. Einwohnergemeinde)] w północno-wschodniej Szwajcarii, w kantonie Appenzell Ausserrhoden. 31 grudnia 2014 liczyła 1741 mieszkańców. Do 1995 należała do okręgu Vorderland.